# 大唐西域求法高僧传
《大唐西域求法高僧传》，唐代高僧义净撰，成书于天授二年（691年）。《大唐西域求法高僧传》记述从（641年）到（691年）间到印度和南海访问的57位分别来自大唐、新罗、覩货罗、康国、土蕃的禅师、法师的事迹，此外兼述经济、风俗及旅行路线，为研究7世纪南洋诸国状况和国际交通的重要资料。
- 太州法师玄照
- 齐州法师道希、师鞭2人
- 新罗阿离耶跋摩、法师慧业、玄太、玄恪、慧轮等7人
- 高句丽僧玄游，
- 覩货罗佛陀达摩大师
- 并州法师道方、道生，常敏禪師及弟子等4人。
- 长安末底僧诃师、玄会法师等2人
- 土蕃公主嬭母息2人。
- 益州明远法师、义朗律师，智岸法师，会宁律师　义朗弟子等5人
- 交州运期法师、木叉提婆师、窥冲法师、慧琰法师等4人，
- 爱州智行法师、大乘灯禅师2人
- 康国僧伽跋摩师，
- 高昌彼岸、智岸等2人，
- 洛阳昙润法师、义辉论师等2人
- 唐僧4人，
- 荆州道琳法师、昙光法师、慧命禅师、无行禅师、法振禅师、乘悟禅师等6人
- 润州玄逵律师
- 义净自述
- 晋州善行法师
- 襄阳灵运法师
- 澧州僧哲禅师、哲禅师弟子、大津法师3人
- 洛阳智弘律师
- 梁州乘如律师
- 质多跋摩师、隆法师、信胄法师

## 高僧访问过的地方
- 西印度  玄照法师，师鞭法师，末底僧诃，窥冲，道琳
- 闍兰陀 玄照法师，末底僧诃
- 泥波罗  玄照法师，玄太，道方，道生，末底僧诃，玄会，吐蕃公主奶母息�
- 信度国 玄照法师
- 罗荼国 玄照法师
- 覩货罗 玄照法师
- 北印度 道希，玄恪，道方，末底僧诃，隆法师，信胄，慧轮，道琳，智弘，无行，玄照法师
- 中印度  玄照法师，玄太 道生，末底僧诃，智行，慧轮，道琳
- 南印度 明远夏，会宁，大乘灯，道琳
- 东印度 大乘灯，道琳，玄远，僧哲
- 那烂陀 义净，阿离耶跋摩，慧业，佛陀达摩，灵运，玄照法师，道希，道生，大乘灯，道琳，智弘，无行
- 室利佛逝 新罗僧，运期，义凈，善行，智弘，无行，大津，贞固，怀业，道宏
- 西婆鲁师  新罗僧
- 诃陵 常愍，常愍弟子，明远，会宁，运期，昙闰，道琳，法振，法朗
- 末罗瑜 常愍，常愍弟子，义凈，无行
- 羯湿弥罗 玄会，道琳，智弘
- 健陀罗 隆法师
- 师子洲 明远，义朗，智岸，义玄，窥冲，慧琰，智行，大乘灯，灵运，僧哲，玄游，无行
- 扶南 义朗，智岸，义玄
- 朗迦戍 义朗，智岸，义玄，义辉，道琳
- 耽摩立底 大乘灯，义凈
- 裸国 道琳，义凈
- 乌长那 道琳，唐僧三人
- 迦毕试 道琳，玄照法师
- 诃利鸡罗国 昙光
- 占婆 慧命
- 羯荼 义凈，无行，法振
- 薄渴罗 玄照法师，质多跋摩
- 三摩呾咤 僧哲